# Rafael Sabonge
Rafael José Sabonge Vilar (Ciudad de Panamá, 9 de octubre de 1978) es un empresario e ingeniero civil panameño, ex Ministro de Obras Públicas, designado por el presidente Laurentino Cortizo, en el periodo 2019-2024.

## Biografía
Rafael Sabonge es hijo del arquitecto Rafael Sabonge Chamorro y Adelaida Vilar Calvo, y tiene un hermano, Marcus Sabonge. El 18 de febrero de 2006 se casó con Lizza M. González, con quien tiene dos hijos: Rafael Sabonge González y Mayer Sabonge González.

## Educación
Sus estudios primarios y secundarios los realizó en el Colegio La Salle de Panamá. Se graduó en la Universidad de Texas en Austin, donde se tituló como ingeniero civil en el año 2001.
En el 2002 obtuvo un Posgrado en Estructuras Metálicas en la Universidad Politécnica de Madrid. En el año 2003 obtuvo un Máster en Análisis Económico y Economía Financiera en la Universidad Complutense de Madrid.

## Carrera profesional
Trabajó entre el año entre 2004 y 2005 como ingeniero en la empresa española CPV CEP Ibérica y en la empresa panameña Ingeniero Geotécnicos, donde estuvo a cargo de la supervisión de la construcción de la Fase II de Colon Container Terminal.
Entre los años 2005 y 2008 se desempeñó en el cargo de gerente general de MDM Inmobiliaria, empresa promotora inmobiliaria. Entre el 2010 y 2013 trabajó como gerente del proyecto de la nueva sede del Tribunal Electoral de Panamá.
Desde el año 2008 se ha dedicado a la promoción y comercialización de proyectos inmobiliarios como socio fundador y director general del Grupo Urbe y de Porta Norte.
Es miembro de diversas asociaciones civiles como son la Cámara Panameña de la Construcción y la Asociación Panameña y Promotores de Bienes Raíces (ACOBIR).

## Ministro de Obras Públicas
El 22 de mayo de 2019 fue designado Ministro de Obras Públicas del Gobierno de Panamá por el presidente electo Laurentino Cortizo Cohen. Su periodo de gestión inició el 1 de julio del mismo año, y finalizó en el año 2024.
En la gestión de Rafael Sabonge, como Ministro de Obras Públicas, se creó la Ley de Asociación Público - Privada en Panamá que busca incentivar la inversión privada y creación para promover mega proyectos sin comprometer la capacidad de endeudamiento del Estado Panameño.